# Dasypeltis inornata
Espèce
Dasypeltis inornata est une espèce de serpents de la famille des Colubridae.

## Répartition
Cette espèce se rencontre en Afrique du Sud et en Eswatini.

## Étymologie
Son nom d'espèce, du latin inornata, « sans parure », lui a été donné en référence à l'absence de motifs sur son dos contrairement aux autres espèces de ce genre.

## Publication originale
- Smith, 1849 : Illustrations of the Zoology of South Africa. 3 (Reptiles).